# Монтала, Ирене
Ирене Монтала (исп. Irene Montalà; род. 18 июня 1976, Барселона) — испанская актриса.

## Биография
Родилась в районе Ноу Баррис Барселоны. Ирене изучала танцы и пение. Занималась на курсах актёрского мастерства у Чики Берра и Мануэля Лилло. Её родным языком является испанский и каталонский, также изучала английский и французский язык.
Начала свою карьеру в качестве актрисы на телевидении в телесериале Poblenou (TV3).
В 2001 году она стала знаменитой после откровенной сцены в фильме «Fausto 5.0».
В 2004 году сыграла в эпизодической роли в сериале «Скажите мне, как это произошло» (роль Милы), после чего некоторое время не снималась, лишь спустя три года Ирене снова появилась на телевидение в сериале R.I.S. Científica (адаптация C.S.I.: Место преступления), который не имел продолжения из-за невысоких рейтингов.
Но подлинную известность Ирене принесла роль Ребекки в популярном телесериале 2009 года «Интернат. Чёрная лагуна» телеканала «Antena 3». Её роль включала не только действие, но и красивые любовные отношения с Мартином (Исмаэль Мартинес (исп. Ismael Martínez), который также работал с ней в сериале «R.I.S. Científica»). В 2010 году сериал закончился.
Помимо работы на телевидении, Ирене снимается и в кино. Она появилась в таких испанских фильмах, как Las mujeres del anarquista, Body Armour, Andalucía, Todo está en el aire, Tu vida en 65, A ras de suelo, Rottweiller, Nubes de verano, Lo mejor que le puede pasar a un cruasán, Una casa de locos o Fausto 5.0, а также в некоторых французских.
Ирене много работает в театре, в частности играет в спектаклях «Front Page», «Федра», «Лулу». За роль Марты в фильме «Летние тучи» (2004) она получила премию Billboard как лучшая актриса.
С 2010 по 2013 год она участвовала в серии El Barco, на частном канале Antena 3, с ролью Джулии Вильсон. Монтала, сыгравший учёного, путешествующего на корабле, где разворачивается действие, был одним из главных героев сериала, наряду с Хуанхо Артеро, Марио Касас и Бланка Суарес. В 2013 году она выпустила фильм «Alpha», основанный на реальных событиях, где она сыграла роль Сони.
В 2017 году Ирен вернулась на TV3 для участия во втором сезоне триллера Nit i dia. В 2018 году она появилась в The Truth of Telecinco, сыграв инспектора Алисию Коста. Она также был частью актерского состава «Предполагаемая виновность» Антены 3 и Феликса из Movistar+
Она также работала в различных пьесах, таких как Primera plana, Fedra, Lulú или El Criat
.

## Фильмография
| Год  | Название на русском языке | Оригинальное название    | Роль           |
| ---- | ------------------------- | ------------------------ | -------------- |
| 1994 |                           | Poble Nou                | Хулия Каналс   |
| 1996 |                           | Rosa, la lluita          | Хулия Каналс   |
| 1996 |                           | Una piraña en el bidé    | Африка         |
| 2001 |                           | Fausto 5.0               |                |
| 2006 |                           | Tu vida en 65'           |                |
| 2006 |                           | Lo cap d'any             | Encarnita Polo |
| 2007 | Бронежилет                | Body Armour              | Анна           |
| 2007 | Андалусия                 | Andalucia                | Дуня           |
| 2008 | Жена анархиста            | The Anarchist's Wife     | Пилар          |
| 2011 |                           | Nunca digas              |                |
| 2012 | Нечувствительный          | Insensibles              | Анаис          |
| 2013 | Альфа                     | Alpha                    | Соня           |
| 2013 | Асмодексия                | Asmodexia                | Она            |
| 2014 | Прости за любовь          | Perdona si te llamo amor | Елена          |
| 2016 | Ключ к счастью            | La llave de la felicidad | Андреа         |
|      |                           | Las invasoras            |                |

### Телесериалы
| Год       | Название на русском языке            | Оригинальное название | Роль               |
| --------- | ------------------------------------ | --------------------- | ------------------ |
| 1994      |                                      | Poble Nou             | Хулия Каналс       |
| 1996      |                                      | Rosa, la lluita       | Хулия Каналс       |
| 1996      |                                      | La Grand Batre        | Фаустина де Асерас |
| 1998-1999 | Лаура                                | Laura                 |                    |
| 2001-2002 |                                      | Temps de silenci      | Ingrid             |
| 2001      | Расскажи мне                         | Cuéntame              | Мила               |
| 2002      |                                      | Mirall trencat        |                    |
| 2002      | Разбитое зеркало                     | Mirall trencat        | София Валлдаура    |
| 2003      |                                      | Temps Fugit           |                    |
| 2007      | Отдел судебно-медицинской экспертизы | R.I.S. Científica     | Ана Галеано        |
| 2007-2009 | Коррида – это жизнь                  | Herederos             | Моника             |
| 2007-2010 | Чёрная лагуна                        | El Internado          | Ребекка            |
| 2010      | Алакрана (мини-сериал)               | Alakrana              | Патриция           |
| 2011-2013 | Ковчег                               | El Barco              | Хулия Уилсон       |
| 2014      | Братья                               | Hermanos              | Эстер Бланко       |
| 2015-2016 | Император Карлос                     | Carlos, Rey Emperador | Изабель де Осорио  |
| 2016-2017 | Ночь и день                          | Nit i dia             | Ева Виванкос       |
| 2018      | Феликс                               | Félix                 | Наталия            |
| 2018      | Цена Лжи                             | La verdad             | Алисия Коста       |
| 2018      | Обвиняемый                           | Presunto culpable     | Елена              |
| 2019      | Да, я                                | Sí, quedo             | Ирен               |

## Награды
| Год    | Категория                      | Приз                  | Результат |
| ------ | ------------------------------ | --------------------- | --------- |
| 2005г. | Лучшая новая испанская актриса | Рекламный щит Turia   | Победа    |
| 2012г. | Лучшая женская роль в сериале  | Награды фанатов Neox  | Победа    |
| 2013г. | Лучшая женская роль в сериале  | Награды знаменитостей | Победа    |